# Cugnaux
Cugnaux (em occitano:  Cunhaus) é uma comuna francesa na região administrativa da Occitânia, no departamento do Alto Garona. Estende-se por uma área de 13.01 km², com 18.267 habitantes, segundo o censo de 2018, com uma densidade de 1.400 hab/km².